# Унитарные левые
Унита́рные ле́вые (фр. Gauche unitaire) — левая политическая партия Франции. Основана 14 марта 2009 года бывшим троцкистским активистом Кристианом Пике. Входила в состав партии «Европейские левые», а также в Левый фронт Франции.

## История
Первоначально входила в состав Революционной коммунистической лиги Франции (РКЛ) как фракция «Unir». Она была известна тем, что предпочитала сотрудничество с Французской коммунистической партией (ФКП), а не с другими крайне левыми политическими организациями и независимыми активистами. После роспуска Лиги, является самостоятельной партией. На учредительном съезде созданной взамен РКЛ Новой антикапиталистической партии (НПА) 6 февраля 2009 года фракция Пике была представлена лишь 3,7 % делегатов и оказалась в значительном меньшинстве по отношению к тем участникам новосозданной НПА, которые отказались идти на выборы в Европейский парламент в составе созданного в ноябре 2008 года вокруг ФКП Левого фронта.
О создании партии было объявлено за 6 дней (8 марта) до её официального образования на съезде коалиции Левого фронта, который объединил 4 левых политических партии для участия на выборах в Европарламент 2009 года. Фронт получил право провести пять депутатов, однако «Унитарным левым» мест не досталось. Также партия не имела ни одного депутата в Национальном собрании и в Сенате, но имела 7 представителей в региональных советах.
Придерживалась левой идеологии демократического социализма, антикапитализма и пролетарского интернационализма. Противопоставляла себя неолибералам и капиталистам. Своей целью назвала сплочение всех социалистических сил в единый фронт против неолиберализма.
В 2014 году покинула Левый фронт. 8 сентября 2015 года приняла решение присоединиться к Французской коммунистической партии.